# Sammuramat
Sammuramat o Sammu-Ramat fou reina d'Assíria, potser identificable amb la mítica deïtat Semíramis (Σεμίραμις), la història de la qual va narrar Diodor de Sicília tenint com a font Ctèsies de Cnidos. Fou esposa de Shamshi-Adad V i regenta del seu fill Adadnirari III. Hauria governat, segons una cronologia, del 811 al 808 aC i segons una altra del 809 al 792 aC. L'alta noblesa li donava suport, així com els governadors de les ciutats més importants.
L'estela de Shammuramat fou trobada a Assur; també hi fa referència una inscripció a Calah (Nimrud), quan diu que a la mort del seu marit va governar abans de la pujada al poder del seu fill. A la mítica Semíramis, se li atribueixen coneixements de botànica i el desenvolupament dels jardins de Babilònia, però de la reina que va existir realment, no hi cap constància d'aquesta activitat.